# Caviclum
Caviclum fue una ciudad romana del Conventus Gaditanus de la provincia Baetica, en Hispania. Estaba situada en el actual yacimiento denominado Conjunto del Faro de Torrox, en la zona costera de la población de Torrox (Málaga), donde se ha podido documentar una villa a mare, y las termas asociadas a ella, una factoría de salazones, posteriormente reaprovechada como necrópolis, y dos hornos, que integrarían una alfarería, destinada a abastecer de productos tanto a la villa como a la factoría próxima. Por tanto se reconoce la presencia de un significativo complejo del que se han podido registrar tanto la parte urbana como la fructuaria.

## Historia de la villa
En lo que respecta a la villa, su inicio se remonta a época tardorrepublicana, documentándose la última fase de construcción en el siglo IV d. C., sobre la base de los materiales conocidos de las excavaciones y del análisis de los mosaicos. También se han recuperado monedas y cerámicas que se databan en el siglo VI d. C., que marcaría, en todo caso, el momento más reciente conocido de la ocupación tardoantigua.

## Yacimiento
En la zona residencial David Serrano se reconoce la presencia de un atrio con un impluvium central de mampostería, así como otras estancias y un peristilo rectangular. En la construcción de la villa se ha utilizado la pizarra y, en concreto, en los paramentos sillarejos locales, utilizando sólo puntualmente el ladrillo y grandes sillares.
Tanto la zona del atrio como las distintas habitaciones estuvieron pavimentadas con mosaicos de decoración geométrica, fechados en los siglos II y III, la mayoría de ellos realizados en blanco y negro. En cuanto a los mosaicos polícromos se identifican temas ornamentales propios del siglo IV como: dos victorias aladas;un caballo que tira de un carro fustigado con el látigo por el conductor; paloma posada en una rama y picando una flor; y un pájaro en el borde de una crátera.
En el subsuelo de la villa se localiza una bóveda de doble galería a modo de cisterna con las paredes recubiertas de opus signinum. Otro elemento a destacar es la presencia de una estructura en el lado occidental de la fachada que podría ser interpretada como una fuente.
De los restos que integran el sistema decorativo de la villa destaca un hermes de mármol del tipo "Reyes Macedónicos", con cabeza de guerrero, así como un bronce representando a Minerva con peplo cruzado por el strophium (una banda simbólica de reyes y dioses), fechado en época augustea; un pie de estatua de mármol blanco que posa su planta sobre la parte superior del plumón de un ave, que lleva las alas recogidas, fechada a finales del siglo II; un león de bronce que presenta abundantes y rizadas crines, así como fauces abiertas con una pequeña abertura. Esta pieza se interpreta por parte de algunos investigadores como un posible elemento relacionado con la salida del agua de una fuente u otra estructura hidráulica.
Posteriormente a la construcción de la villa se edifican unos balnea a finales del siglo I d. C. o, más posiblemente, en los comienzos del siglo II d. C., separados de la villa unos 200 m. Se han podido distinguir, formando parte de estos baños, varias estancias de servicio, dos caldaria, un laconicum y dos tepidaria con una piscina de agua templada.
Aparte de su función residencial, desde un primer momento este asentamiento debió tener su base económica en la explotación del mar, ya que también las producciones salsarias deben situarse cuando menos en el siglo I a. C. Esta factoría de garum se identifica, principalmente, por una serie de piletas de medianas proporciones, que con el tiempo se reutilizaron como necrópolis. Las pocas tumbas que se encontraron intactas carecían de ajuar, presentando un ambiente cristiano bastante tardío, pero se ha podido documentar la presencia de un fragmento de dolium con la marca Spes in Deo, texto que suele aparecer en tegulae, precintos de plomo y toda una serie de objetos bajoimperiales. De esta necrópolis se documentaron diversos enterramientos infantiles realizados en ánforas, así como un mausoleo familiar de planta cuadrada. También se ha podido documentar una segunda zona de necrópolis con una cronología altoimperial situada en las inmediaciones, en la zona de Los Llanos, con sepulturas de planta cuadrada realizadas en mampostería.
En relación con la factoría de salazones se localizaron dos hornos de época altoimperial que asimismo produjeron cerámicas comunes, ya que los alfares que produjeron las ánforas tardías salsarias no se han descubierto todavía.

## Cronología
Los restos de este yacimiento tienen una cronología compleja pues algunas construcciones, la villa y parte de la factoría, debieron estar funcionando ya en época tardorrepublicana, continuándose en época altoimperial cuando debió construirse el complejo termal y el alfar con los dos hornos localizados, funcionando también en esta época la necrópolis de Los Llanos. En la fase bajoimperial continuó en activo la factoría de garum hasta su uso como necrópolis en época avanzada, y la segunda fase de la villa que debió estar ocupada hasta el siglo VI, aproximadamente, así como un posible complejo alfarero del que se desconoce su ubicación.